# بلاي أند وين
اللعب والفوز (بالإنجليزية: Play And Win)‏ هي شركة إنتاج موسيقية تشكلت عام 2000 من طرف الثلاثي الروماني رادو بولفيا ومارسيل بوتيزان وسيباستيان باراك، وهم فريق الإنتاج الرائد وقد وصلت عدد إنتاجاتهم ل5000 أغنية، وقد ساهمو بعدة أغانيهم في الحد من ظاهرة الفقر بالتعاون مع عدة فنانون والتي اعتبروها الإستراتيجية الأولية للشركة التي تعتبر الرائدة في الإنتاج الموسيقي برومانيا والعالم.